# Kolderveen
Kolderveen (220 inwoners in 2015) was vroeger een kerkdorp in de gemeente Meppel, provincie Drenthe (Nederland). Het dorp is een nederzetting in een oud veenontginningsgebied. De naam kwam in 1362 voor als Coldervene en betekent zoiets als 'bij het koude veen'.
Kolderveen vormt een tweelingdorp met het aangrenzende Nijeveen.

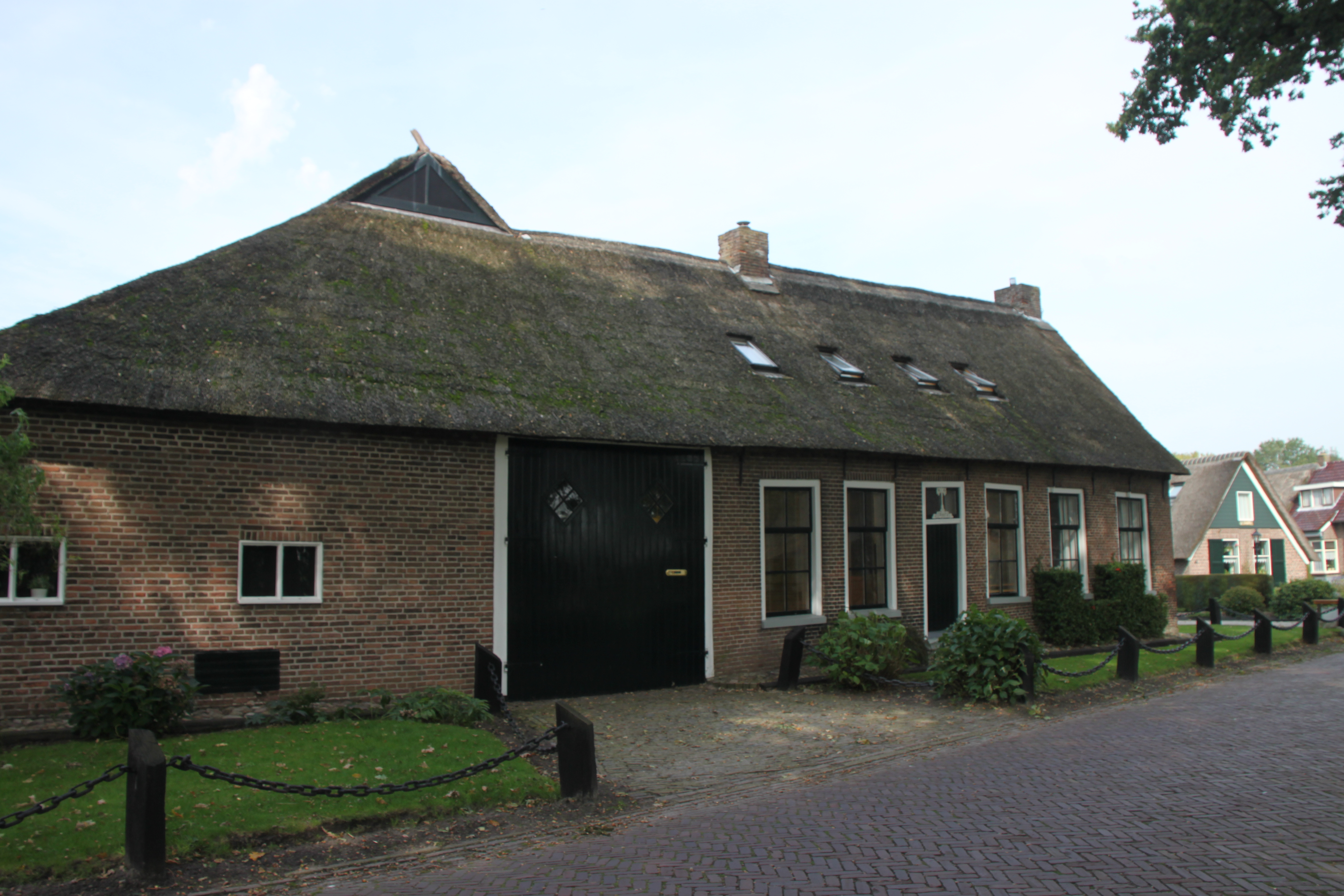
Monumentale boerderij in Kolderveen uit de 18e eeuw

Kolderveen maakte vroeger deel uit van de Dieverderdingspel. Heden ten dage werkt de Hervormde gemeente van Kolderveen samen met die van het naburige Dinxterveen. Ook behoorde Kolderveen vroeger tot het waterschap Nijeveen-Kolderveen, dat op 7 november 1862 werd opgericht. Dat waterschap ging in 1996 op in het waterschap Wold en Wieden en in 2000 in het waterschap Reest en Wieden.
Tot halverwege de jaren negentig was Zuivelfabriek de Venen in Kolderveen gevestigd. Na sluiting werd het fabrieksgebouw in 1998 verworven door de coöperatie De Venen, deze heeft er woon- en werkateliers en een expositieruimte in gebouwd. Verschillende kunstenaars hebben zich in het gebouw gevestigd.

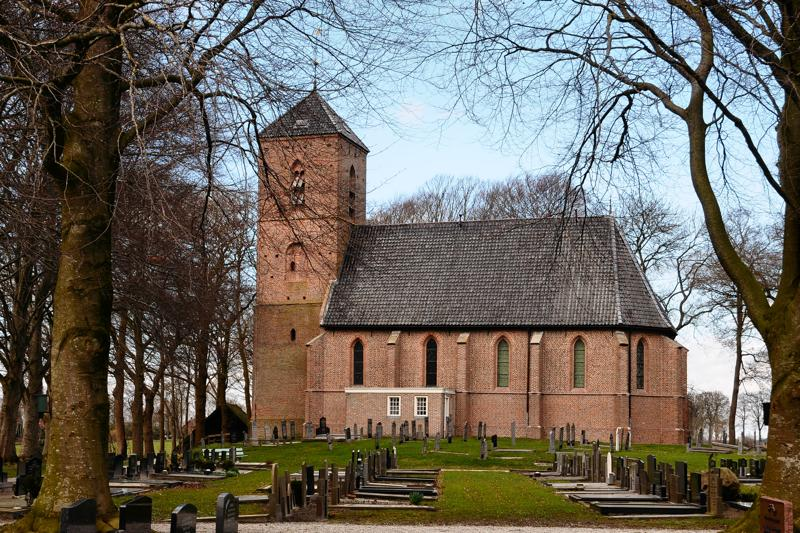
De kerk van Kolderveen

Een bezienswaardigheid is de kerk van Kolderveen, die niet in het dorp zelf gebouwd is, maar aan het einde van de 400 meter lange Thijs van Urklaan, hetgeen een merkwaardig en schilderachtig gezicht oplevert.
Tot Kolderveen behoorde vroeger de buurtschap 'Kolderveense Bovenboer'.
De Drentse schrijver Klaas Kleine is geboren in Kolderveen.